# Karl-Dieter Hoffmann
Karl-Dieter Hoffmann (* 8. August 1950 in Weißenthurm) ist ein deutscher Politikwissenschaftler.
Hoffmann studierte Politikwissenschaft und Volkswirtschaft an der Universität Duisburg-Essen und wurde 1985 mit einer Arbeit über die Militärregierung Ecuadors bei Franz Nuscheler zum Dr. sc. pol. promoviert. Er ist seit 1986 Geschäftsführer des Zentralinstituts für Lateinamerikastudien (ZILAS) und lehrt im Auftrag der Katholischen Universität Eichstätt-Ingolstadt im Bereich der Politikwissenschaften Lateinamerikas.
Schwerpunkte seiner wissenschaftlichen Tätigkeit sind der Drogenhandel, die soziale Situation und deren wirtschaftliche Konditionierung sowie die Beziehungen zwischen den USA und Lateinamerika, insbesondere der Andenstaaten sowie in Mexiko, Guatemala, Panama und Kuba. Er ist Mitglied der Deutschen Vereinigung für Politische Wissenschaft DVPW und der Arbeitsgemeinschaft Deutsche Lateinamerikaforschung ADLAF.

## Schriften (Auswahl)
- Militärherrschaft und Entwicklung in der Dritten Welt., Breitenbach 1985, ISBN 3-88156-303-2
- Haiti 1986-1988. Anatomie des politischen Verfalls, Friedrich-Ebert-Stiftung Bonn 1988
- Ökonomischer Fortschritt und soziale Marginalisierung : die historische Genese des brasilianischen Wachstums- und Entwicklungsmodells ; eine Skizze, ISLA Augsburg 1995
- "Pugna de poderes" und "ingobernabilidad" : Ecuadors politisches Institutionengefüge im Dauerstreß, ISLA Augsburg 1998